# 無情の世界
「無情の世界」(You Can't Always Get What You Want)は、1969年に発表された、ローリング・ストーンズの楽曲。作詞・作曲はミック・ジャガーおよびキース・リチャーズ。アルバム『レット・イット・ブリード』収録。

## 解説
荘厳なコーラスを取り入れた、7分を超える大作。1969年7月発表のシングル「ホンキー・トンク・ウィメン」のB面曲として発表された時は、イントロのコーラスと、ヴァースの一部分をカットした短縮バージョンで、モノラルにて収録された。同年12月発表の『レット・イット・ブリード』で、初めてフル・レングス・バージョンが登場した。日本では1973年に独自にA面扱いでシングルカットされている。作詞作曲について、リチャーズは自著で「基本的にすべてミックが書いた。彼がスタジオに来て、“こんな曲があるんだけど”と言ったのを覚えている。俺はリズムを考えなければならなかった」と述べている。ジャガー自身もこの曲を気に入っているようで、「一緒に歌いやすいコーラスがついているのと、“欲しいものがいつでも手に入るとは限らない”というリスナーがアイデンティファイしやすいメッセージ性がこの曲の人気の理由だろう。メロディもすごくいい」と評している。
1968年11月、ロンドンのオリンピック・スタジオにて最初のレコーディングが行われ、同年12月に製作されたTVショー「ロックンロール・サーカス」でもいち早く披露されている。翌1969年3月のレコーディングにて、ジャック・ニッチェによる編曲で、コーラス隊のオーバーダブが行われた。ジャックはロンドン・バッハ合唱団を使うことを提案、そして録音されたが「ミッドナイト・ランブラー」が同じアルバムに収録されていると知り、クレジットから自分たちの名前を外すよう要求してきたという当時はまだブライアン・ジョーンズがバンドに在籍していたが、彼はこの曲には一切関わっていない。この曲の録音に参加したアル・クーパーによれば、ジョーンズはスタジオにはいたが、床に寝そべって植物に関する本を読んでいるだけだったという。また、ドラムスはプロデューサーのジミー・ミラーが担当したため、チャーリー・ワッツもこの曲の録音には参加していない 。ジャガーによれば、ワッツがこの曲独特のグルーヴを演奏することができなかったため、ミラーが代わりに担当したのだという。クーパーは「チャーリーは面白くなさそうだったが、潔く振舞っていた」と回想している。
2016年、第45代アメリカ合衆国大統領のドナルド・トランプが、自身の選挙集会で本曲や「スタート・ミー・アップ」をストーンズに無許可で使用したことに、バンド側は楽曲使用の即時停止を要求したが、トランプはこれを無視し、以降も繰り返しストーンズの曲を使用し続けた。なお、トランプの楽曲使用については、ニール・ヤングやR.E.M.、アデルらからも抗議を受けている。
2020年4月18日（アメリカ時間）、レディー・ガガが発起人となり、WHOと慈善団体「Global Citizen」は、新型コロナウイルス対策支援のバーチャル・コンサート「One World: Together at Home」を開催した。ミック・ジャガー、キース・リチャーズ、ロン・ウッド、チャーリー・ワッツの4人はこのプロジェクトに参加し、Web会議システムを利用してそれぞれの自宅で「無情の世界」を演奏。撮影したライブ演奏を配信した。

## 評価
ローリング・ストーンの選ぶオールタイム・グレイテスト・ソング500（2010年版）では101位にランクされている。

## コンサート・パフォーマンス
この曲の初演は、上記の通り、1968年の『ロックンロール・サーカス』である。その後数年間はストーンズのコンサートでは演奏されなかったが、1972年からレパートリーに加えられるようになり、以降直近の2019年まで、ストーンズのほぼ全てのツアーで披露されている。1977年の『ラヴ・ユー・ライヴ』、1991年の『フラッシュポイント』、2004年の『ライヴ・リックス』など、複数のライブ盤にも収録されている。

## レコーディング・メンバー
※アルバム『レット・イット・ブリード』記載のクレジットに準拠
ローリング・ストーンズ
- ミック・ジャガー - ボーカル
- キース・リチャーズ - エレキギター、アコースティックギター
- ビル・ワイマン - ベース

参加ミュージシャン
- ジミー・ミラー - ドラムス
- アル・クーパー - ピアノ、オルガン、フレンチホルン
- ロッキー・ディジョン - パーカッション
- ジャック・ニッチェ - コーラス編曲
- マドリーヌ・ベル、ドリス・トロイ、ナネット・ニューマン、ロンドン・バッハ合唱団 - コーラス

## カバー
- ベット・ミドラー - 映画『Divine Madness』のサウンドトラック盤に収録（1980年）。
- アレサ・フランクリン - アルバム『Love All the Hurt Away』に収録（1981年）。
- ジョージ・マイケル - 本曲をベースにしたシングル「Waiting for That Day」を発表（1990年）。
- デフ・レパード - シングル「Have You Ever Needed Someone So Bad」のカップリングに収録（1992年）。
- ネヴィル・ブラザーズ - ライヴ・アルバム『ライヴ・オン・プラネット・アース』に、スティーヴン・スティルスの「愛への讃歌」とのメドレーとして収録（1994年）[11]。